# ریچارد هادسن
ریچارد آنتونی هادسن، (متولد ۱۸ سپتامبر ۱۹۳۹) زبان‌شناس برجسته بریتانیایی است که بیشتر برای توسعه نظریه «دستور واژه‌بنیاد» (Word Grammar) شناخته می‌شود. هادسن که عضو آکادمی بریتانیا و استاد بازنشسته دانشگاه کالج لندن (UCL) است، آثار زیادی در حوزه زبان‌شناسی شناختی و نحو وابستگی به جا گذاشته و نقش پررنگی در آموزش زبان و زبان‌شناسی در بریتانیا ایفا کرده است.

## زندگی و تحصیلات
ریچارد هادسن در ساسکس انگلستان متولد شد و تحصیلات ابتدایی خود را در مدارس محلی و سپس در دبیرستان «لاگبرو» گذراند. او در دانشگاه کمبریج در رشته زبان‌شناسی تحصیل کرد و سپس در مدرسه مطالعات مشرق‌زمین و آفریقا (SOAS) لندن به ادامه تحصیل پرداخت و در همین زمان کار خود را با زبان‌شناسانی چون مایکل هلیدی آغاز کرد. پس از دریافت دکتری، او به عضویت هیئت علمی دانشگاه کالج لندن درآمد و تا سال ۲۰۰۴ به عنوان استاد تمام وقت در آنجا تدریس کرد و به‌عنوان استاد ممتاز باقی ماند.

## نظریه دستور واژه‌بنیاد
نظریه دستور واژه‌بنیاد، که توسط هادسن در دهه ۱۹۸۰ معرفی شد، بر اساس روابط وابستگی مستقیم میان واژه‌ها استوار است و از مدل‌های سنتی مبتنی بر ساختار عبارتی فاصله می‌گیرد. در این نظریه، هر واژه به عنوان گره‌ای در یک شبکه پیچیده از ارتباطات زبانی عمل می‌کند که مشخصه‌های نحوی، معنایی، و صوتی آن را در خود دارد. برخلاف مدل‌های سلسله‌مراتبی، دستور واژه‌بنیاد زبان را به عنوان شبکه‌ای از دانش زبانی توصیف می‌کند که مبتنی بر اصول زبان‌شناسی شناختی است.

## اصول و مفاهیم کلیدی در دستور واژه‌بنیاد

### چارچوب وابستگی
دستور واژه‌بنیاد از چارچوبی استفاده می‌کند که وابستگی مستقیم میان واژه‌ها را مورد تأکید قرار می‌دهد و از ساختارهای پیچیده عبارتی جلوگیری می‌کند. برای مثال، در جمله «سگ گربه را دنبال کرد»، فعل «دنبال کرد» سر نحوی کلمات «سگ» و «گربه» است و روابط فاعلی و مفعولی را نشان می‌دهد.

### مدل شبکه شناختی
دستور واژه‌بنیاد بر این ایده استوار است که دانش زبانی به صورت شبکه‌ای پیچیده از گره‌ها و پیوندها سازماندهی می‌شود که هر واژه و مفهوم به عنوان گره‌ای در این شبکه شناخته می‌شود. این شبکه منعطف و پویاست و از اصول زبان‌شناسی شناختی برای تحلیل روابط معنایی بهره می‌برد.

### سلسله مراتب ارث‌بری و پیش‌فرض‌ها
هادسن از مفهوم سلسله مراتب ارث‌بری در دستور واژه‌بنیاد استفاده می‌کند. هر واژه ویژگی‌های خود را از دسته‌های عمومی‌تر به ارث می‌برد، اما می‌تواند این ویژگی‌ها را در موقعیت‌های خاص نادیده بگیرد؛ به عنوان مثال، افعال بی‌قاعده که الگوهای عمومی را دنبال نمی‌کنند.

### ماژولار بودن و پیوندهای درونی
دستور واژه‌بنیاد از رویکرد ماژولار در سازمان‌دهی سطوح مختلف زبانی مانند نحو، صرف، و معناشناسی استفاده می‌کند. این شبکه، سطوح مختلف زبان را به هم متصل می‌کند و تعامل میان آن‌ها را به‌خوبی مدل‌سازی می‌کند.

## دستاوردهای آموزشی و پژوهشی
هادسن علاوه بر تدریس در دانشگاه، نقش بزرگی در توسعه آموزش زبان انگلیسی در بریتانیا داشت. او در پروژه‌های آموزشی متعددی مشارکت داشت و سعی در نزدیک کردن زبان‌شناسی آکادمیک به آموزش عمومی کرد. او همچنین از بنیان‌گذاران المپیاد زبان‌شناسی بریتانیا بود که هدف آن ارتقای دانش زبان و حل مسائل زبانی در سطح جهانی است.

## آثار برجسته
ریچارد هادسن آثار متعددی را منتشر کرده است که درک عمیقی از زبان‌شناسی شناختی و نحو وابستگی ارائه می‌دهند:
- Hudson, Richard (1984). Word Grammar. Oxford: Blackwell.
- Hudson, Richard (1996). Sociolinguistics. Cambridge: Cambridge University Press.
- Hudson, Richard (2007). Language Networks: The New Word Grammar. Oxford: Oxford University Press.
- Hudson, Richard (2010). An Introduction to Word Grammar. Cambridge: Cambridge University Press.

## جایگاه در زبان‌شناسی شناختی
نظریه دستور واژه‌بنیاد با اصول زبان‌شناسی شناختی همخوانی دارد و بر یادگیری مبتنی بر استفاده و زبان به عنوان شبکه‌ای از دانش عمومی تأکید دارد. هادسن معتقد است که زبان بخشی از دانش شناختی انسان است و از مدل‌های ذاتی‌گرایی مانند نظریه دستور جهانی فاصله می‌گیرد.